# Belleville (Wisconsin)
Belleville ist eine Gemeinde (mit dem Status „Village“) im Dane und zu einem kleineren Teil im Green County im US-amerikanischen Bundesstaat Wisconsin. Das U.S. Census Bureau hat bei der Volkszählung 2020 eine Einwohnerzahl von 2.491 ermittelt.
Belleville ist Bestandteil der Metropolregion Madison.

## Geografie
Belleville liegt im mittleren Süden Wisconsins, im südlichen Vorortbereich von dessen Hauptstadt Madison. Die Stadt liegt rund um den Lake Belle View, einen Stausee des Sugar River, der über den Pecatonica River und den Rock River zum Stromgebiet des Mississippi gehört. Der am Mississippi gelegene Schnittpunkt der drei Bundesstaaten Wisconsin, Iowa und Illinois liegt 124 km westsüdwestlich.
Die geografischen Koordinaten von Belleville sind 42°51′35″ nördlicher Breite und 89°32′17″ westlicher Länge. Das Stadtgebiet erstreckt sich über eine Fläche von 4,61 km². 
Das Zentrum von Madison liegt 29,8 km nordnordöstlich. Weitere Nachbarorte sind Paoli (8,8 km nördlich), Verona (17,3 km in der gleichen Richtung), Fitchburg (23 km nordöstlich), Oregon (18,4 km ostnordöstlich), Brooklyn (19,6 km östlich), Albany (25,7 km südsüdöstlich), Monticello (15,8 km südsüdwestlich), New Glarus (11,7 km südwestlich) und Mount Horeb (27,6 km nordwestlich).
Die nächstgelegenen Großstädte sind Green Bay (255 km nordöstlich), Milwaukee (153 km östlich), Chicago (225 km südöstlich) und Rockford (95 km südsüdöstlich).

## Verkehr
Im Zentrum von Belleville kreuzen die Wisconsin State Highways 92 und 99. Alle weiteren Straßen sind untergeordnete Landstraßen, teils unbefestigte Fahrwege sowie innerörtliche Verbindungsstraßen.
Durch das Stadtgebiet verläuft auf der Trasse einer ehemaligen Eisenbahnstrecke mit dem Badger State Trail ein Rail Trail für Wanderer und Radfahrer. Im Winter kann der Wanderweg auch mit Schneemobilen befahren werden.
Der nächste Flughafen ist der Dane County Regional Airport in Madison (41,2 km nordnordöstlich).

## Bevölkerung
Nach der Volkszählung im Jahr 2010 lebten in Belleville 2385 Menschen in 986 Haushalten. Die Bevölkerungsdichte betrug 517,4 Einwohner pro Quadratkilometer. In den 986 Haushalten lebten statistisch je 2,42 Personen. 
Ethnisch betrachtet setzte sich die Bevölkerung zusammen aus 96,0 Prozent Weißen, 0,3 Prozent Afroamerikanern, 0,2 Prozent amerikanischen Ureinwohnern, 0,8 Prozent Asiaten sowie 1,7 Prozent aus anderen ethnischen Gruppen; 1,0 Prozent stammten von zwei oder mehr Ethnien ab. Unabhängig von der ethnischen Zugehörigkeit waren 3,8 Prozent der Bevölkerung spanischer oder lateinamerikanischer Abstammung. 
26,9 Prozent der Bevölkerung waren unter 18 Jahre alt, 63,0 Prozent waren zwischen 18 und 64 und 10,1 Prozent waren 65 Jahre oder älter. 50,9 Prozent der Bevölkerung war weiblich.
Das mittlere jährliche Einkommen eines Haushalts lag bei 63.750 USD. Das Pro-Kopf-Einkommen betrug 27.611 USD. 7,9 Prozent der Einwohner lebten unterhalb der Armutsgrenze.